# Necip Uysal
Necip Uysal (ur. 24 stycznia 1991 w Stambule) – turecki piłkarz występujący na pozycji pomocnika. Zawodnik klubu Beşiktaş JK.

## Kariera klubowa
Uysal zawodową karierę rozpoczynał w 2009 roku w zespole Beşiktaş JK z Süper Lig. W tych rozgrywkach zadebiutował 24 października 2009 roku w wygranym 1:0 pojedynku z Eskişehirsporem. W sezonie 2009/2010 rozegrał 11 ligowych spotkań, a w lidze zajął z klubem 4. miejsce. 31 października 2010 roku w wygranym 2:1 spotkaniu z Sivassporem strzelił pierwszego gola w Süper Lig. W sezonie 2010/2011 zdobył z zespołem Puchar Turcji, a w sezonie 2015/2016 - mistrzostwo Turcji.

## Kariera reprezentacyjna
Uysal grał w reprezentacji Turcji U-18 oraz U-19. W 2009 roku wraz z tą drugą uczestniczył w Mistrzostwach Europy U-19, które Turcja zakończyła na fazie grupowej. W tym samym roku zadebiutował w reprezentacji Turcji U-21.
W pierwszej reprezentacji Turcji zadebiutował natomiast 3 marca 2010 roku w wygranym 2:0 towarzyskim meczu z Hondurasem.